# Grand griffon vendéen
För andra betydelser, se Griffon.
Grand griffon vendéen är en hundras från Frankrike. Den är den största av de fyra drivande hundraserna från Vendée och dess anor anses gå tillbaka till 1500-talet. Den tros härstamma från bland andra chien gris de Saint Louis och chien blanc du roi.
Som drivande hund används den för jakt på vilt som vildsvin, kronhjort, rådjur och räv. Tidigare användes den även för jakt på varg. Rasen har traditionellt använts antingen för jakt i koppel (pack) eller som viltspårhund.